# Apachiscelus
Apachiscelus är ett släkte av skalbaggar. Apachiscelus ingår i familjen Erirhinidae.
Kladogram enligt Catalogue of Life:
| Apachiscelus | \| \| Apachiscelus alternans \| \| \| \| \| \| Apachiscelus antoinei \| \| \| \| \| \| Apachiscelus pellitus \| \| \| \| \| \| Apachiscelus rufescens \| \| \| \| |
|              | \| \| Apachiscelus alternans \| \| \| \| \| \| Apachiscelus antoinei \| \| \| \| \| \| Apachiscelus pellitus \| \| \| \| \| \| Apachiscelus rufescens \| \| \| \| |
|              | Apachiscelus alternans |
|              | |
|              | Apachiscelus antoinei |
|              | |
|              | Apachiscelus pellitus |
|              | |
|              | Apachiscelus rufescens |
|              | |